# Wilhelm Deecke

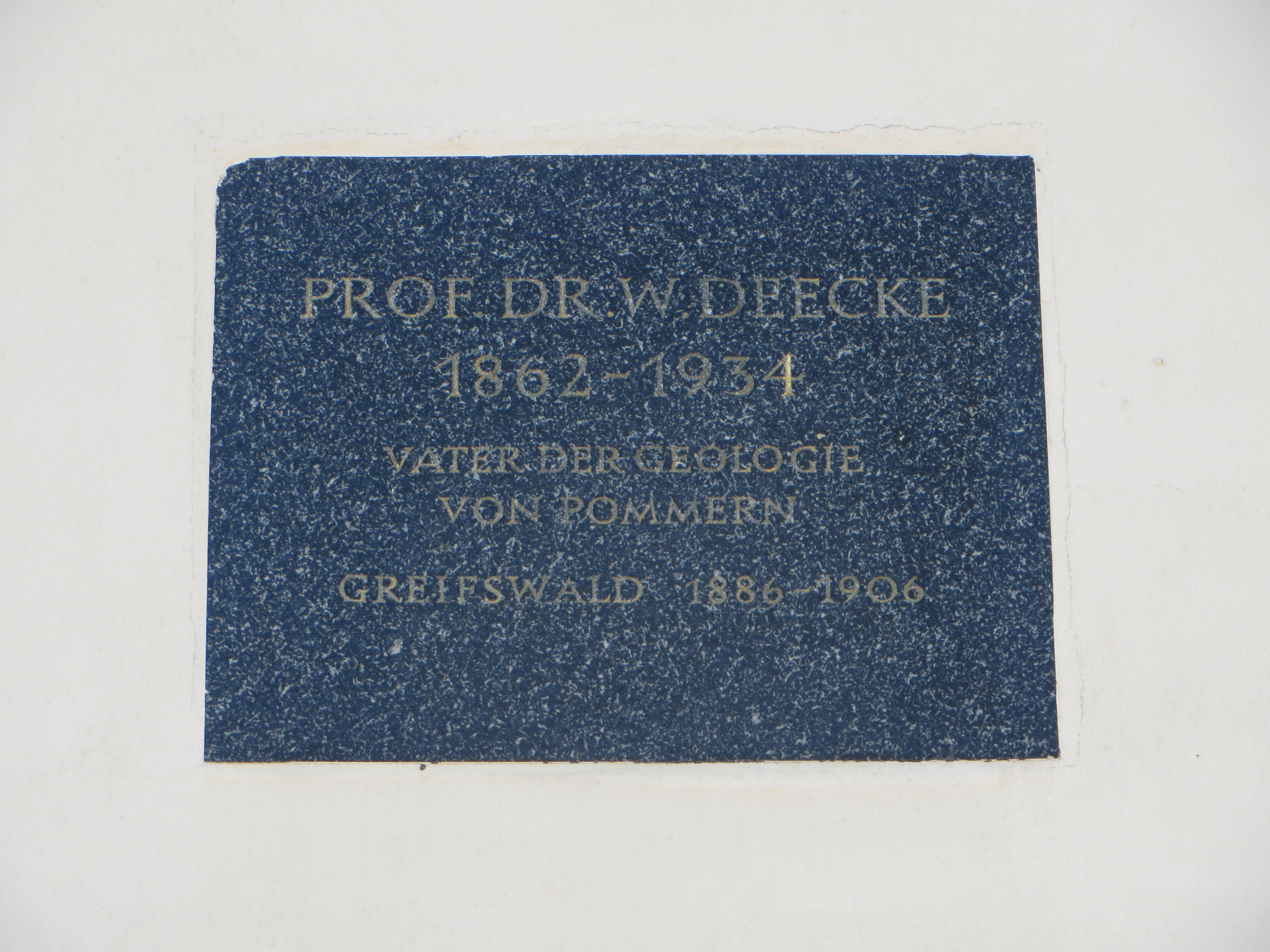
Placa comemorativa em Greifswald

Johannes Ernst Wilhelm Deecke (Lübeck, 25 de fevereiro de 1862 – Freiburg im Breisgau, 3 de outubro de 1934) foi um geólogo alemão.

## Vida
Filho do historiador Ernst Georg Wilhelm Deecke, obteve um Dr. phil. nat. em 1884 na Universidade de Estrasburgo. Em 1886 habilitou-se na Universidade de Greifswald, onde foi em 1893 professor extraordinário de geologia e paleontologia, tornando-se professor ordinário em 1905. Em 1906 foi professor ordinário da Universidade de Freiburgo.
Foi eleito membro da Academia Leopoldina em 1925.

## Obras
- Ueber Lariosaurus und einige andere Saurier der Lombardischen Trias. Zeitschrift der Deutschen geologischen Gesellschaft, XXXVIII, 170 – 197, Tafel III – IV, Berlin 1886
- Ueber Fische aus verschiedenen Horizonten der Trias. Palaeontographica XXXV, 97 – 109, Taf. VI – VII, Stuttgart 1889
- Zur Geologie von Unteritalien. Betrachtungen über das neapolitanische Erdbeben von 1857. Neues Jahrbuch für Mineralogie, Geologie und Paläontologie, Seite 286-330, 1891
- Der Granitstock des Elsässer Belchen in den Südvogesen. Zeitschrift der Deutschen geologischen Gesellschaft, Jg. 1891, Seite 839-878, 1891
- Notiz über ein Nothosauriden-Fragment. Zeitschrift der Deutschen geologischen Gesellschaft, Band XLVII, 303 – 306, Berlin 1895
- Italien. Alfred Schall Hofbuchhändler, 1898
- Geologischer Führer durch Bornholm. Gebrüder Bornträger, Berlin, 1899
- Geologischer Führer durch Campanien. Borntraeger, Berlin, 1901
- Neue Materialien zur Geologie von Pommern. Kunike, 1902
- Geologie von Pommern. Gebrüder Borntraeger, Berlin 1907
- Der geologische Bau der Apenninenhalbinsel und die Schweeremessungen. N. Jb., Seite 129-158, 1907
- Bemerkungen zur älteren Kartographie Pommerns. Rügisch-Pommerschen Geschichtsverein zu Greifswald und Stralsund, Band 11, 1910
- Landeskunde von Pommern. Göschen, Leipzig, 1912
- Paläontologische Betrachtungen. IV. Über Fische. Neues Jahrbuch für Mineralogie, Geologie und Paläontologie, Jahrgang 1913, II. Band, 69 – 92, Stuttgart 1913
- Paläontologische Betrachtungen. V. Über Korallen. Neues Jahrbuch für Mineralogie, Geologie und Paläontologie, Jahrgang 1913, II. Band, 183 – 193, Stuttgart 1913
- Paläontologische Betrachtungen. VI. Über Foraminiferen. Neues Jahrbuch für Mineralogie, Geologie und Paläontologie, Jahrgang 1914, II. Band, 21 – 43, Stuttgart 1914
- Paläontologische Betrachtungen. VII. Über Crustaceen. Neues Jahrbuch für Mineralogie, Geologie und Paläontologie, Jahrgang 1915, I. Band, 112 – 126, Stuttgart 1915
- Paläontologische Betrachtungen. VIII. Über Crinoiden.  Neues Jahrbuch für Mineralogie, Geologie und Palaeontologie, Jahrgang 1915, II. Band, S. 1 – 18, Stuttgart 1915
- Geologie von Baden. Gebrüder Bornträger, Berlin, 2 Bände, 1916
- Morphologie von Baden, Auf geologischer Grundlage. Gebrüder Bornträger, Berlin, 1918
- Vier Kapitel aus der petrographischen Geologie. Berichte der Naturforschenden Gesellschaft zu Freiburg im Breisgau, 1919
- Natur, Oberflächengestaltung u. Wirtschaft der Baar. Heimatflugblätter vom Landesverein Baden. Vom Bodensee zum Main. Nr.16, 1921
- Der paläogeographische Charakter der germanischen Muschelkalk-Binnenmeeres. Verhandlungen der Naturforschenden Gesellschaft in Basel, Band XXXIII, S. 1 – 22, Basel 1922
- Phytopaläontologie und Geologie. Gebrüder Bornträger, Berlin, 1922
- Mitteleuropäische Meeresströmungen d. Vorzeit. Walter de Gruyter, Berlin, 1923
- Die Fossilisation. Gebrüder Bornträger, Berlin, 1923
- Trigoniidae mesozoicae (Myophoria exclusa). Junk, Berlin, 1925
- Das innere System im west- und süddeutschen Thermalphänomen. Zeitschrift der Deutschen geologischen Gesellschaft, Abh. 77, p. 96-111, 1925
- Echinoidea jurassica. Junk, Berlin, 1928
- Schrifttum zur Ur- und Frühgeschichte Badens 1908-1933. Badische Fundberichte, (Amtliches Nachrichtenblatt für die ur- und frühgeschichtliche Forschung), Heidelberg, Heft 1, 32 páginas, 1929–1936
- Hydrographie des Kaiserstuhls. Abhandl. der Heidelberger Akademie der Wissenschaften, Math.-nat. Klasse, Walter de Gruyter, Berlin, 1931
- Geologie rechts und links der Eisenbahnen im Schwarzwald. Selbstverlag, Freiburg, 1932
- Hydrographie der Dinkelberge bei Basel. Walter de Gruyter, Berlin 1932
- Geologisch- geographische Wanderungen im Schwarzwald. Geologie Heft 1. Schwarzwald, Selbstverlag des Badischen Schwarzwaldvereins E. V, Freiburg i. Br., 1932
- Kritische Studien zu Glazialfragen Deutschlands III., Z. Gletscherkunde, Seite 283-318, 1934
- Die mitteleuropäischen Silices nach Vorkommen, Eigenschaften und Verwendung in der Prähistorie. Jena 1933.

## Literatur
- Deecke-Festschrift: Wilhelm Deecke gewidmet von Schülern und Freunden. Fortschritte der Geologie und Palaeontologie, 11: 33-37, Berlin, Borntraeger, 1932.
- H. Wehrli: Wilhelm Deecke - Der Gründer des Geologischen Instituts (Greifswald 1886-1906). Festschrift zur 500-Jahrfeier der Universität Greifswald, 1956, Greifswald.
- Deecke, Johannes Ernst Wilhelm, Geologe und Paläontologe, 1862-1934; siehe 1, 92, Badische Biographien Neue Folge, herausgegeben im Auftrag der Kommission für geschichtliche Landeskunde in Baden-Württemberg von Bernd Ottnad, Kohlhammer, Stuttgart, 1982, ISBN 978-3-17-007118-6
- Nachruf: Badische Fundberichte III/6, 1935, 177-181.